# Elfriede Weiler
Elfriede Weiler (* 22. Oktober 1906 in Dortmund; † 10. Januar 1984) war eine deutsche Politikerin (SPD). Sie war von 1954 bis 1970 Mitglied des Landtags von Nordrhein-Westfalen.

## Leben
Nach der Volksschule war Elfriede Weiler zwischen 1921 und 1928 bei einem Textilkaufhaus beschäftigt. Später war sie als Hausfrau tätig.
Weiler war von 1945 bis 1949 Leiterin der Frauengruppe der SPD Dortmund-Aplerbeck. Sie war Mitglied des Partei-Bezirksausschusses Westliches Westfalen und des SPD-Unterbezirks Dortmund. Seit 1945 war sie daneben auch Dortmunder Vorsitzende der Arbeiterwohlfahrt. 
Weiler war von 1946 bis 1954 Ratsfrau der Stadt Dortmund. Sie wurde von der dritten bis zur sechsten Wahlperiode jeweils als Direktkandidatin der SPD im Wahlkreis 108 bzw. 111 (Dortmund III) in den nordrhein-westfälischen Landtag gewählt. Sie war Abgeordnete vom 13. Juli 1954 bis 25. Juli 1970.